# شاتینگتون
شاتینگتون (به انگلیسی: Shuttington) یک روستا و محله مدنی در بریتانیا است که در شمال وارویکشر واقع شده‌است. شاتینگتون ۵۳۶ نفر جمعیت دارد.